# Episodi di Kurosagi - Il truffatore nero
Il dorama è composto da 11 puntate di 45 minuti l'una. Nel 2008 è stato seguito da una pellicola cinematografica conclusiva intitolata Kurosagi (film), con gli stessi attori protagonisti.
| Nº | Giapponese 「Kanji」 - Rōmaji                                     | In onda        | In onda |
| Nº | Giapponese 「Kanji」 - Rōmaji                                     | Giapponese     |         |
| 1  | 「財団融資詐欺」 - Zaidan yūshi sagi                              | 14 aprile 2006 |         |
| 2  | 「結婚詐欺」 - Kekkon sagi                                        | 21 aprile 2006 |         |
| 3  | 「宝石詐欺」 - Hōseki sagi                                        | 28 aprile 2006 |         |
| 4  | 「大企業詐欺」 - Daikigyō sagi                                    | 5 maggio 2006  |         |
| 5  | 「ブランド詐欺」 - Burando sagi                                   | 12 maggio 2006 |         |
| 6  | 「共済組合詐欺」 - Kyōsai kumiai sagi                             | 19 maggio 2006 |         |
| 7  | 「霊感商法詐欺」 - Reikanshōhō sagi                               | 26 maggio 2006 |         |
| 8  | 「欠陥住宅詐欺」 - Kekkan jūtaku sagi                             | 2 giugno 2006  |         |
| 9  | 「なりすまし詐欺」 - Narisumashi sagi                             | 9 giugno 2006  |         |
| 10 | 「通信販売詐欺」 - Tsūshinhanbai sagi                             | 16 giugno 2006 |         |
| 11 | 「フランチャイズチェーン開業詐欺」 - Furanchaizuchien kaigyō sagi | 23 giugno 2006 |         |